# Ernesto Frederico II, Duque de Saxe-Hildburghausen
Ernesto Frederico II, Duque de Saxe-Hildburghausen (Hildburghausen, 17 de Dezembro de 1707 – Hildburghausen, 13 de Agosto de 1745), foi um duque de Saxe-Hildburghausen.

## Primeiros anos
Foi o terceiro filho de Ernesto Frederico I, Duque de Saxe-Hildburghausen e da condessa Sofia Albertina de Erbach-Erbach. Aos dezassete anos de idade, sucedeu ao seu pai como duque de Saxe-Hildburghausen em 1724. Por ser menor de idade, a sua mãe, Sofia Albertina, foi sua regente até ele atingir a idade adulta quatro anos depois.

## Nomeações
Em 1743 recebeu um Regimento de Infantaria de Carlos Teodoro, Príncipe-Eleitor da Baviera e tornou-se seu tenente-general. Mais tarde, Carlos VII, Sacro Imperador Romano nomeou-o Quartel-mastre-General.
Ernesto Frederico sempre teve uma constituição e mente fracas que o impediam de solucionar os problemas do ducado. Quando chegou ao fim do seu reinado, o ducado estava de tal forma endividado que as receitas totais não chegavam sequer para liquidar os juros.

## Família
Em Fürstenau, a 19 de Junho de 1726, Ernesto Frederico casou-se com a condessa Carolina de Erbach-Fürstenau. Juntos, tiveram quatro filhos:
1. Ernesto Frederico III Carlos, Duque de Saxe-Hildburghausen (10 de Junho de 1727 – 23 de Setembro de 1780), casado primeiro com a princesa Luísa da Dinamarca; com descendência. Casado depois com a princesa Cristiana de Brandemburgo-Bayreuth; com descendência. Casado em terceiro lugar com a princesa Ernestina Augusta de Saxe-Weimar; com descendência.
2. Frederico Augusto Alberto de Saxe-Hildburghausen (8 de Agosto de 1728 – 14 de Junho de 1735), morreu aos sete anos de idade.
3. Eugénio de Saxe-Hildburghausen (8 de Outubro de 1730 – 4 de Dezembro de 1795), casado com a sua sobrinha, a princesa Carolina de Saxe-Hildburghausen (filha de Ernesto Frederico III); sem descendência.
4. Amália de Saxe-Hildburghausen (21 de Julho de 1732 – 19 de Junho de 1799), casada com o príncipe Luís de Hohenlohe-Neuenstein-Öhringen; com descendência.

## Genealogia
| Ernesto Frederico II, Duque de Saxe-Hildburghausen | Pai: Ernesto Frederico I, Duque de Saxe-Hildburghausen | Avô paterno: Ernesto, Duque de Saxe-Hildburghausen | Bisavô paterno: Ernesto I, Duque de Saxe-Gota                |
| Ernesto Frederico II, Duque de Saxe-Hildburghausen | Pai: Ernesto Frederico I, Duque de Saxe-Hildburghausen | Avô paterno: Ernesto, Duque de Saxe-Hildburghausen | Bisavó paterna: Isabel Sofia de Saxe-Altemburgo              |
| Ernesto Frederico II, Duque de Saxe-Hildburghausen | Pai: Ernesto Frederico I, Duque de Saxe-Hildburghausen | Avó paterna: Sofia de Waldeck                      | Bisavô paterno:' Jorge Frederico de Waldeck                  |
| Ernesto Frederico II, Duque de Saxe-Hildburghausen | Pai: Ernesto Frederico I, Duque de Saxe-Hildburghausen | Avó paterna: Sofia de Waldeck                      | Bisavó paterna: Isabel Carlota de Nassau-Siegen              |
| Ernesto Frederico II, Duque de Saxe-Hildburghausen | Mãe: Sofia Albertina de Erbach-Erbach                  | Avô materno: Jorge Luís I, Conde de Erbach-Erbach  | Bisavô materno: Jorge Alberto I, Conde de Erbach             |
| Ernesto Frederico II, Duque de Saxe-Hildburghausen | Mãe: Sofia Albertina de Erbach-Erbach                  | Avô materno: Jorge Luís I, Conde de Erbach-Erbach  | Bisavó materna: Isabel Doroteia de Hohenlohe-Schillingsfurst |
| Ernesto Frederico II, Duque de Saxe-Hildburghausen | Mãe: Sofia Albertina de Erbach-Erbach                  | Avó materna: Amália Catarina de Waldeck-Eisenberg  | Bisavô materno: Filipe de Waldeck-Eisenberg                  |
| Ernesto Frederico II, Duque de Saxe-Hildburghausen | Mãe: Sofia Albertina de Erbach-Erbach                  | Avó materna: Amália Catarina de Waldeck-Eisenberg  | Bisavó materna: Maria de Nassau-Siegen                       |